# Тур WTA 2023
Тур WTA 2023 — елітний професійний цикл тенісних змагань, організований Жіночою тенісною асоціацією (WTA) в сезоні 2023 року. Календар Туру включає турніри Великого шолома (під опікою Міжнародної тенісної федерації  (ITF)), турніри WTA 1000, турніри WTA 500, турніри WTA 250, Кубок Біллі Джин Кінг (організований ITF), та завершальні турніри року (чемпіонат WTA та WTA Elite Trophy).
У рамках реакції міжнародного спорту на вторгнення Росії в Україну, WTA, ATP, ITF та чотири турніри Великого шолома спільно оголосили, що гравцям з Білорусі та Росії не буде дозволено грати під назвою та прапором їхніх країн, але їм залишатиметься право на участь у турнірах до подальшого повідомлення.

## Календар
Нижче наведено розклад турнірів у календарі 2023 року.
Легенда
| Турніри Великого шолома  |
| Підсумковий турнір року  |
| WTA 1000 (Обов'язкові)   |
| WTA 1000 (Необов'язкові) |
| WTA 500                  |
| WTA 250                  |
| Командні змагання        |

### Січень
| Тиждень           | Турнір | Чемпіонка                                      | Фіналістка                               | Півфіналістки                     | Чвертьфіналістки                                                        |
| ----------------- | --- | ---------------------------------------------- | ---------------------------------------- | --------------------------------- | ----------------------------------------------------------------------- |
| 2 січня           | United Cup Брисбен, Перт, Сідней, Австралія $7,500,000 – Тверде – 18 команд                                                                     | США 4–0                                        | Італія                                   | Польща Греція                     |                                                                         |
| 2 січня           | Adelaide International 1 Аделаїда, Австралія WTA 500 $826,837 – Тверде – 30S/24Q/16D Одиночний розряд – Парний розряд                           | Аріна Соболенко 6–3, 7–6(7–4)                  | Лінда Носкова                            | Унс Джабір Ірина-Камелія Бегу     | Марта Костюк Вікторія Азаренко Вероніка Кудерметова Маркета Вондроушова |
| 2 січня           | Adelaide International 1 Аделаїда, Австралія WTA 500 $826,837 – Тверде – 30S/24Q/16D Одиночний розряд – Парний розряд                           | Ейжа Мугаммад Тейлор Таунсенд 6–2, 7–6(7–2)    | Сторм Гантер Катержина Сінякова          | Унс Джабір Ірина-Камелія Бегу     | Марта Костюк Вікторія Азаренко Вероніка Кудерметова Маркета Вондроушова |
| 2 січня           | Auckland Open Окленд, Нова Зеландія WTA 250 $259,303 – Тверде – 32S/24Q/16D Одиночний розряд – Парний розряд                                    | Корі Гофф 6–1, 6–1                             | Ребека Масарова                          | Данка Ковинич Їсалін Бонавентюре  | Чжу Лінь Вікторія Кужмова Лейла Анні Фернандес Кароліна Мухова          |
| 2 січня           | Auckland Open Окленд, Нова Зеландія WTA 250 $259,303 – Тверде – 32S/24Q/16D Одиночний розряд – Парний розряд                                    | Като Мію Алділа Сутджаді 1–6, 7–5, [10–4]      | Лейла Анні Фернандес Бетані Маттек-Сендс | Данка Ковинич Їсалін Бонавентюре  | Чжу Лінь Вікторія Кужмова Лейла Анні Фернандес Кароліна Мухова          |
| 9 січня           | Adelaide International 2 Аделаїда, Австралія WTA 500 $780,637 – Тверде – 30S/24Q/16D Одиночний розряд – Парний розряд                           | Белінда Бенчич 6–0, 6–2                        | Дарія Касаткіна                          | Вероніка Кудерметова Паула Бадоса | Каролін Гарсія Деніел Коллінз Беатріс Аддад Майя Петра Квітова          |
| 9 січня           | Adelaide International 2 Аделаїда, Австралія WTA 500 $780,637 – Тверде – 30S/24Q/16D Одиночний розряд – Парний розряд                           | Луїза Стефані Тейлор Таунсенд 7–5, 7–6(7–3)    | Анастасія Павлюченкова Олена Рибакіна    | Вероніка Кудерметова Паула Бадоса | Каролін Гарсія Деніел Коллінз Беатріс Аддад Майя Петра Квітова          |
| 9 січня           | Hobart International Гобарт, Австралія WTA 250 $259,303 – Тверде – 32S/24Q/16D Одиночний розряд – Парний розряд                                 | Лорен Девіс 7–6(7–0), 6–2                      | Елізабетта Коччаретто                    | Анна Блинкова Софія Кенін         | Юлія Путінцева Ван Сіню Бернарда Пера Ангеліна Калініна                 |
| 9 січня           | Hobart International Гобарт, Австралія WTA 250 $259,303 – Тверде – 32S/24Q/16D Одиночний розряд – Парний розряд                                 | Кірстен Фліпкенс Лаура Зігемунд 6–4, 7–5       | Вікторія Голубич Панна Удварді           | Анна Блинкова Софія Кенін         | Юлія Путінцева Ван Сіню Бернарда Пера Ангеліна Калініна                 |
| 16 січня 23 січня | Відкритий чемпіонат Австралії з тенісу Мельбурн, Австралія Великий шолом A$ – Тверде 128S/128Q/64D/32X Одиночний розряд – Парний розряд – Мікст | Аріна Соболенко 4–6, 6–3, 6–4                  | Олена Рибакіна                           | Вікторія Азаренко Магда Лінетт    | Олена Остапенко Джессіка Пегула Кароліна Плішкова Донна Векич           |
| 16 січня 23 січня | Відкритий чемпіонат Австралії з тенісу Мельбурн, Австралія Великий шолом A$ – Тверде 128S/128Q/64D/32X Одиночний розряд – Парний розряд – Мікст | Барбора Крейчикова Катержина Сінякова 6–4, 6–3 | Аояма Сюко Ена Сібахара                  | Вікторія Азаренко Магда Лінетт    | Олена Остапенко Джессіка Пегула Кароліна Плішкова Донна Векич           |
| 16 січня 23 січня | Відкритий чемпіонат Австралії з тенісу Мельбурн, Австралія Великий шолом A$ – Тверде 128S/128Q/64D/32X Одиночний розряд – Парний розряд – Мікст | Луїза Стефані Рафаель Матос 7–6(7–2), 6–2      | Саня Мірза Роган Бопанна                 | Вікторія Азаренко Магда Лінетт    | Олена Остапенко Джессіка Пегула Кароліна Плішкова Донна Векич           |
| 30 січня          | Hua Hin Championships Хуа Хін, Таїланд WTA 250 $259,303 – Тверде – 32S/24Q/16D Одиночний розряд – Парний розряд                                 | Чжу Лінь 6–4, 6–4                              | Леся Цуренко                             | Б'янка Андреєску Ван Сіню         | Марта Костюк Татьяна Марія Тамара Зіданшек Гезер Вотсон                 |
| 30 січня          | Hua Hin Championships Хуа Хін, Таїланд WTA 250 $259,303 – Тверде – 32S/24Q/16D Одиночний розряд – Парний розряд                                 | Чжань Хаоцін Wu Fang-hsien 6–1, 7–6(8–6)       | Ван Сіню Чжу Лінь                        | Б'янка Андреєску Ван Сіню         | Марта Костюк Татьяна Марія Тамара Зіданшек Гезер Вотсон                 |
| 30 січня          | WTA Lyon Open Ліон, Франція WTA 250 $259,303 – Тверде (i) – 32S/24Q/16D Одиночний розряд – Парний розряд                                        | Алісія Паркс 7–6(9–7), 7–5                     | Каролін Гарсія                           | Каміла Осоріо Марина Заневська    | Жасмін Паоліні Лінда Носкова Данка Ковініч Анастасія Потапова           |
| 30 січня          | WTA Lyon Open Ліон, Франція WTA 250 $259,303 – Тверде (i) – 32S/24Q/16D Одиночний розряд – Парний розряд                                        | Крістіна Букса Бібіана Схофс 7–6(7–5), 6–3     | Ольга Данилович Олександра Панова        | Каміла Осоріо Марина Заневська    | Жасмін Паоліні Лінда Носкова Данка Ковініч Анастасія Потапова           |

### Лютий
| Тиждень   | Турнір | Чемпіонка                                                    | Фіналістка                                | Півфіналістки                      | Чвертьфіналістки                                                     |
| --------- | --- | ------------------------------------------------------------ | ----------------------------------------- | ---------------------------------- | -------------------------------------------------------------------- |
| 6 лютого  | Abu Dhabi Open Абу-Дабі, ОАЕ WTA 500 $780,637 – Тверде – 28S/24Q/16D Одиночний розряд – Парний розряд                             | Белінда Бенчич 1–6, 7–6(10–8), 6–4                           | Людмила Самсонова                         | Чжен Ціньвень Беатріс Аддад Майя   | Дарія Касаткіна Вероніка Кудерметова Олена Рибакіна Шелбі Роджерс    |
| 6 лютого  | Abu Dhabi Open Абу-Дабі, ОАЕ WTA 500 $780,637 – Тверде – 28S/24Q/16D Одиночний розряд – Парний розряд                             | Луїза Стефані Чжан Шуай 3–6, 6–2, [10–8]                     | Аояма Сюко Чжань Хаоцін                   | Чжен Ціньвень Беатріс Аддад Майя   | Дарія Касаткіна Вероніка Кудерметова Олена Рибакіна Шелбі Роджерс    |
| 6 лютого  | Linz Open Лінц, Австрія WTA 250 $259,303 – Тверде (i) – 32S/24Q/16D Одиночний розряд – Парний розряд                              | Анастасія Потапова 6–3, 6–1                                  | Петра Мартич                              | Марія Саккарі Маркета Вондроушова  | Донна Векич Клара Таусон Анна-Лена Фрідзам Дальма Гальфі             |
| 6 лютого  | Linz Open Лінц, Австрія WTA 250 $259,303 – Тверде (i) – 32S/24Q/16D Одиночний розряд – Парний розряд                              | Натела Дзаламідзе Вікторія Кужмова 4–6, 7–5, [12–10]         | Анна-Лена Фрідзам Надія Кіченок           | Марія Саккарі Маркета Вондроушова  | Донна Векич Клара Таусон Анна-Лена Фрідзам Дальма Гальфі             |
| 13 лютого | Qatar Open Доха, Катар WTA 500 $780,637 – Тверде – 28S/32Q/16D Одиночний розряд – Парний розряд                                   | Іга Свьонтек 6–3, 6–0                                        | Джессіка Пегула                           | Вероніка Кудерметова Марія Саккарі | Белінда Бенчич Корі Гофф Каролін Гарсія Беатріс Аддад Майя           |
| 13 лютого | Qatar Open Доха, Катар WTA 500 $780,637 – Тверде – 28S/32Q/16D Одиночний розряд – Парний розряд                                   | Корі Гофф Джессіка Пегула 6–4, 2–6, [10–7]                   | Людмила Кіченок Олена Остапенко           | Вероніка Кудерметова Марія Саккарі | Белінда Бенчич Корі Гофф Каролін Гарсія Беатріс Аддад Майя           |
| 20 лютого | Dubai Tennis Championships Дубай, ОАЕ WTA 1000 (non-Mandatory) $2,788,468 – Тверде – 56S/32Q/28D Одиночний розряд – Парний розряд | Барбора Крейчикова 6–4, 6–2                                  | Іга Свьонтек                              | Корі Гофф Джессіка Пегула          | Кароліна Плішкова Медісон Кіз Кароліна Мухова Аріна Соболенко        |
| 20 лютого | Dubai Tennis Championships Дубай, ОАЕ WTA 1000 (non-Mandatory) $2,788,468 – Тверде – 56S/32Q/28D Одиночний розряд – Парний розряд | Вероніка Кудерметова Людмила Самсонова 6–4, 6–7(4–7), [10–1] | Чжань Хаоцін Латіша Чжань                 | Корі Гофф Джессіка Пегула          | Кароліна Плішкова Медісон Кіз Кароліна Мухова Аріна Соболенко        |
| 20 лютого | Merida Open Меріда, Мексика WTA 250 $259,303 – Тверде – 32S/24Q/16D Одиночний розряд – Парний розряд                              | Каміла Джорджі 7–6(7–3), 1–6, 6–2                            | Ребекка Петерсон                          | Кеті Макнеллі Катержина Сінякова   | Магда Лінетт Кімберлі Біррелл Елізабетта Коччаретто Слоун Стівенс    |
| 20 лютого | Merida Open Меріда, Мексика WTA 250 $259,303 – Тверде – 32S/24Q/16D Одиночний розряд – Парний розряд                              | Кеті Макнеллі Діан Паррі 6–0, 7–5                            | Ван Сіню Wu Fang-hsien                    | Кеті Макнеллі Катержина Сінякова   | Магда Лінетт Кімберлі Біррелл Елізабетта Коччаретто Слоун Стівенс    |
| 27 лютого | Monterrey Open Монтеррей, Мексика WTA 250 $259,303 – Тверде – 32S/24Q/16D Одиночний розряд – Парний розряд                        | Донна Векич 6–4, 3–6, 7–5                                    | Каролін Гарсія                            | Елісе Мертенс Чжу Лінь             | Маяр Шеріф Елізабетта Коччаретто Їсалін Бонавентюре Каролін Доулгайд |
| 27 лютого | Monterrey Open Монтеррей, Мексика WTA 250 $259,303 – Тверде – 32S/24Q/16D Одиночний розряд – Парний розряд                        | Юліана Лісарасо María Paulina Pérez García 6–3, 5–7, [10–5]  | Кімберлі Біррелл Fernanda Contreras Gómez | Елісе Мертенс Чжу Лінь             | Маяр Шеріф Елізабетта Коччаретто Їсалін Бонавентюре Каролін Доулгайд |
| 27 лютого | ATX Open Остін, США WTA 250 $259,303 – Тверде – 32S/24Q/16D Одиночний розряд – Парний розряд                                      | Марта Костюк 6–3, 7–5                                        | Ґрачова Варвара Андріївна                 | Кеті Волинець Деніел Коллінз       | Слоун Стівенс Peyton Stearns Ганна Калінська Анна-Лена Фрідзам       |
| 27 лютого | ATX Open Остін, США WTA 250 $259,303 – Тверде – 32S/24Q/16D Одиночний розряд – Парний розряд                                      | Ерін Рутліфф Алділа Сутджаді 6–4, 3–6, [10–8]                | Ніколь Меліхар Еллен Перес                | Кеті Волинець Деніел Коллінз       | Слоун Стівенс Peyton Stearns Ганна Калінська Анна-Лена Фрідзам       |

### Березень
| Тиждень               | Турнір | Чемпіонка                                                   | Фіналістка                        | Півфіналістки                 | Чвертьфіналістки                                                          |
| --------------------- | --- | ----------------------------------------------------------- | --------------------------------- | ----------------------------- | ------------------------------------------------------------------------- |
| 6 березня 13 березня  | Indian Wells Open Індіан-Веллс, США WTA 1000 (Mandatory) $8,800,000 – Тверде – 96S/48Q/32D Одиночний розряд – Парний розряд | Олена Рибакіна 7–6(13–11), 6–4                              | Аріна Соболенко                   | Іга Свьонтек Марія Саккарі    | Сорана Кирстя Кароліна Мухова Петра Квітова Корі Гофф                     |
| 6 березня 13 березня  | Indian Wells Open Індіан-Веллс, США WTA 1000 (Mandatory) $8,800,000 – Тверде – 96S/48Q/32D Одиночний розряд – Парний розряд | Барбора Крейчикова Катержина Сінякова 6–1, 6–7(3–7), [10–7] | Беатріс Аддад Майя Лаура Зігемунд | Іга Свьонтек Марія Саккарі    | Сорана Кирстя Кароліна Мухова Петра Квітова Корі Гофф                     |
| 20 березня 27 березня | Miami Open Маямі-Гарденс, США WTA 1000 (Mandatory) $8,800,000 – Тверде – 96S/48Q/32D Одиночний розряд – Парний розряд       | Петра Квітова 7–6(16–14), 6–2                               | Олена Рибакіна                    | Джессіка Пегула Сорана Кирстя | Мартіна Тревізан Анастасія Потапова Катерина Олександрова Аріна Соболенко |
| 20 березня 27 березня | Miami Open Маямі-Гарденс, США WTA 1000 (Mandatory) $8,800,000 – Тверде – 96S/48Q/32D Одиночний розряд – Парний розряд       | Корі Гофф Джессіка Пегула 7–6(8–6), 6–2                     | Лейла Фернандес Тейлор Таунсенд   | Джессіка Пегула Сорана Кирстя | Мартіна Тревізан Анастасія Потапова Катерина Олександрова Аріна Соболенко |

### Квітень
| Тиждень            | Турнір | Чемпіонка | Фіналістка | Півфіналістки                      | Чвертьфіналістки                                                  |
| ------------------ | --- | --- | --- | ---------------------------------- | ----------------------------------------------------------------- |
| 3 квітня           | Charlestone Open Чарлстон, США WTA 500 $780,637 – Ґрунт (зелений) – 56S/32Q/16D Одиночний розряд – Парний розряд | Унс Джабір 7–6(8–6), 6–4 | Белінда Бенчич                                                                                                  | Джессіка Пегула Дарія Касаткіна    | Паула Бадоса Катерина Олександрова Медісон Кіз Ганна Калінська    |
| 3 квітня           | Charlestone Open Чарлстон, США WTA 500 $780,637 – Ґрунт (зелений) – 56S/32Q/16D Одиночний розряд – Парний розряд | Деніел Коллінз Дезіре Кравчик 0–6, 6–4, [14–12] | Джуліана Ольмос Ена Сібахара                                                                                    | Джессіка Пегула Дарія Касаткіна    | Паула Бадоса Катерина Олександрова Медісон Кіз Ганна Калінська    |
| 3 квітня           | Copa Colsanitas Богота, Колумбія WTA 250 $259,303 – Ґрунт (червоний) – 32S/24Q/16D Одиночний розряд – Парний розряд | Татьяна Марія 6–3, 2–6, 6–4 | Пейтон Стернз                                                                                                   | Камілла Рахімова Франческа Джонс   | Тамара Зіданшек Сара Соррібес Тормо Лаура Пігоссі Нурія Бранкаччо |
| 3 квітня           | Copa Colsanitas Богота, Колумбія WTA 250 $259,303 – Ґрунт (червоний) – 32S/24Q/16D Одиночний розряд – Парний розряд | Ірина Хромачова Ірина Шиманович 6–1, 3–6, [10–6] | Оксана Калашникова Катажина Пітер                                                                               | Камілла Рахімова Франческа Джонс   | Тамара Зіданшек Сара Соррібес Тормо Лаура Пігоссі Нурія Бранкаччо |
| 10 квітня          | Кубок Біллі Джин Кінг, кваліфікація Марбелья, Іспанія – Ґрунт Анталія, Туреччина – Ґрунт Ковентрі, Велика Британія – Тверде (i) Ванкувер, Канада – Тверде (i) Делрей-Біч, США – Тверде Братислава, Словаччина – Тверде (i) Штутгарт, Німеччина – Ґрунт (i) Астана, Казахстан – Ґрунт (i) Копер (Словенія), Словенія – Ґрунт | Переможці · Іспанія, 3–1 · Чехія, 3–1 · Франція, 3–1 · Канада, 3–2 · Сполучені Штати Америки, 4–0 · Італія, 3–2 · Німеччина, 3–1 · Казахстан, 3–1 · Словенія, 3–2 | Переможені · Мексика · Україна · Велика Британія · Бельгія · Австрія · Словаччина · Бразилія · Польща · Румунія |                                    |                                                                   |
| 17 квітня          | Stuttgart Open Штутгарт, Німеччина WTA 500 $780,637 – Ґрунт (червоний) (i) – 28S/16Q/16D Одиночний розряд – Парний розряд | Іга Свьонтек 6–3, 6–4 | Аріна Соболенко                                                                                                 | Унс Джабір Анастасія Потапова      | Кароліна Плішкова Беатріс Аддад Майя Каролін Гарсія Паула Бадоса  |
| 17 квітня          | Stuttgart Open Штутгарт, Німеччина WTA 500 $780,637 – Ґрунт (червоний) (i) – 28S/16Q/16D Одиночний розряд – Парний розряд | Дезіре Кравчик Демі Схюрс 6–4, 6–1 | Ніколь Меліхар Джуліана Ольмос                                                                                  | Унс Джабір Анастасія Потапова      | Кароліна Плішкова Беатріс Аддад Майя Каролін Гарсія Паула Бадоса  |
| 24 квітня 1 травня | Madrid Open Мадрид, Іспанія WTA 1000 (Mandatory) €7,705,780 – Ґрунт (червоний) – 64S/32Q/32D Одиночний розряд – Парний розряд | Аріна Соболенко 6–3, 3–6, 6–3 | Іга Свьонтек | Вероніка Кудерметова Марія Саккарі | Петра Мартич Джессіка Пегула Ірина-Камелія Бегу Маяр Шеріф        |
| 24 квітня 1 травня | Madrid Open Мадрид, Іспанія WTA 1000 (Mandatory) €7,705,780 – Ґрунт (червоний) – 64S/32Q/32D Одиночний розряд – Парний розряд | Вікторія Азаренко Беатріс Аддад Майя 6–1, 6–4 | Корі Гофф Джессіка Пегула                                                                                       | Вероніка Кудерметова Марія Саккарі | Петра Мартич Джессіка Пегула Ірина-Камелія Бегу Маяр Шеріф        |

### Травень
| Тиждень            | Турнір | Чемпіонка                                                | Фіналістка                            | Півфіналістки                        | Чвертьфіналістки                                                            |
| ------------------ | --- | -------------------------------------------------------- | ------------------------------------- | ------------------------------------ | --------------------------------------------------------------------------- |
| 8 травня 15 травня | Italian Open Рим, Італія WTA 1000 (Mandatory) $3,572,618 – Ґрунт (червоний) – 64S/32Q/32D Одиночний розряд – Парний розряд                        | Олена Рибакіна 6–4, 1–0, ret.                            | Ангеліна Калініна                     | Олена Остапенко Вероніка Кудерметова | Іга Свьонтек Паула Бадоса Чжен Ціньвень Беатріс Аддад Майя                  |
| 8 травня 15 травня | Italian Open Рим, Італія WTA 1000 (Mandatory) $3,572,618 – Ґрунт (червоний) – 64S/32Q/32D Одиночний розряд – Парний розряд                        | Сторм Гантер Елісе Мертенс 6–4, 6–4                      | Корі Гофф Джессіка Пегула             | Олена Остапенко Вероніка Кудерметова | Іга Свьонтек Паула Бадоса Чжен Ціньвень Беатріс Аддад Майя                  |
| 22 травня          | Internationaux de Strasbourg Страсбур, Франція WTA 250 $259,303 – Ґрунт (червоний) – 32S/24Q/16D Одиночний розряд – Парний розряд                 | Еліна Світоліна 6–2, 6–3                                 | Анна Блинкова                         | Лорен Девіс Клара Бурель             | Анастасія Павлюченкова Емма Наварро Бернарда Пера Ґрачова Варвара Андріївна |
| 22 травня          | Internationaux de Strasbourg Страсбур, Франція WTA 250 $259,303 – Ґрунт (червоний) – 32S/24Q/16D Одиночний розряд – Парний розряд                 | Сюй Їфань Ян Чжаосюань 6–3, 6–2                          | Дезіре Кравчик Джуліана Ольмос        | Лорен Девіс Клара Бурель             | Анастасія Павлюченкова Емма Наварро Бернарда Пера Ґрачова Варвара Андріївна |
| 22 травня          | Morocco Open Рабат, Марокко WTA 250 $259,303 – Ґрунт (червоний) – 32S/24Q/16D Одиночний розряд – Парний розряд                                    | Лючія Бронзетті 6–4, 5–7, 7–5                            | Юлія Грабер                           | Юлія Рієра Слоун Стівенс             | Мартіна Тревізан Юлія Путінцева Алісія Паркс Пейтон Стернз                  |
| 22 травня          | Morocco Open Рабат, Марокко WTA 250 $259,303 – Ґрунт (червоний) – 32S/24Q/16D Одиночний розряд – Парний розряд                                    | Сабріна Сантамарія Яна Сізікова 3–6, 6–1, [10–8]         | Інгрід Гамарра Мартінс Лідія Морозова | Юлія Рієра Слоун Стівенс             | Мартіна Тревізан Юлія Путінцева Алісія Паркс Пейтон Стернз                  |
| 29 травня 5 червня | Відкритий чемпіонат Франції з тенісу Париж, Франція Великий шолом € – Ґрунт (червоний) 128S/128Q/64D/32X Одиночний розряд – Парний розряд – Мікст | Іга Свьонтек 6–2, 5–7, 6–4                               | Кароліна Мухова                       | Беатріс Аддад Майя Аріна Соболенко   | Корі Гофф Унс Джабір Анастасія Павлюченкова Еліна Світоліна                 |
| 29 травня 5 червня | Відкритий чемпіонат Франції з тенісу Париж, Франція Великий шолом € – Ґрунт (червоний) 128S/128Q/64D/32X Одиночний розряд – Парний розряд – Мікст | Сє Шувей / Ван Сіню vs Лейла Фернандес / Тейлор Таунсенд |                                       | Беатріс Аддад Майя Аріна Соболенко   | Корі Гофф Унс Джабір Анастасія Павлюченкова Еліна Світоліна                 |
| 29 травня 5 червня | Відкритий чемпіонат Франції з тенісу Париж, Франція Великий шолом € – Ґрунт (червоний) 128S/128Q/64D/32X Одиночний розряд – Парний розряд – Мікст | Като Мію Тім Пютц 4–6, 6–4, [10–6]                       | Б'янка Андреєску Майкл Вінус          | Беатріс Аддад Майя Аріна Соболенко   | Корі Гофф Унс Джабір Анастасія Павлюченкова Еліна Світоліна                 |

### Червень
| Тиждень   | Турнір | Чемпіонка                                           | Фіналістка                             | Півфіналістки                        | Чвертьфіналістки                                                       |
| --------- | --- | --------------------------------------------------- | -------------------------------------- | ------------------------------------ | ---------------------------------------------------------------------- |
| 12 червня | Rosmalen Open Росмален, Нідерланди WTA 250 $259,303 – Трава – 32S/24Q/16D Одиночний розряд – Парний розряд                | Катерина Олександрова 4–6, 6–4, 7–6(7–3)            | Вероніка Кудерметова                   | Вікторія Кужмова Олександра Саснович | Селін Неф Ешлін Крюгер Еміна Бектас Людмила Самсонова                  |
| 12 червня | Rosmalen Open Росмален, Нідерланди WTA 250 $259,303 – Трава – 32S/24Q/16D Одиночний розряд – Парний розряд                | Аояма Сюко Ена Сібахара 6–3, 6–3                    | Вікторія Кужмова Тереза Михалкова      | Вікторія Кужмова Олександра Саснович | Селін Неф Ешлін Крюгер Еміна Бектас Людмила Самсонова                  |
| 12 червня | Nottingham Open Ноттінгем, Велика Британія WTA 250 $259,303 – Трава – 32S/24Q/16D Одиночний розряд – Парний розряд        | Кейті Баултер 6–3, 6–3                              | Джоді Барридж                          | Алізе Корне Гезер Вотсон             | Елізабет Мандлік Магдалена Френх Вікторія Голубич Гаррієт Дарт         |
| 12 червня | Nottingham Open Ноттінгем, Велика Британія WTA 250 $259,303 – Трава – 32S/24Q/16D Одиночний розряд – Парний розряд        | Ульрікке Ейкері Інгрід Ніл 7–6(8–6), 5–7, [10–8]    | Гаррієт Дарт Гезер Вотсон              | Алізе Корне Гезер Вотсон             | Елізабет Мандлік Магдалена Френх Вікторія Голубич Гаррієт Дарт         |
| 19 червня | German Open Берлін, Німеччина WTA 500 $780,637 – Трава – 32S/24Q/16D Одиночний розряд – Парний розряд                     | Петра Квітова 6–2, 7–6(8–6)                         | Донна Векич                            | Катерина Олександрова Марія Саккарі  | Вероніка Кудерметова Каролін Гарсія Маркета Вондроушова Еліна Аванесян |
| 19 червня | German Open Берлін, Німеччина WTA 500 $780,637 – Трава – 32S/24Q/16D Одиночний розряд – Парний розряд                     | Каролін Гарсія Луїза Стефані 4–6, 7–6(10–8), [10–4] | Катержина Сінякова Маркета Вондроушова | Катерина Олександрова Марія Саккарі  | Вероніка Кудерметова Каролін Гарсія Маркета Вондроушова Еліна Аванесян |
| 19 червня | Birmingham Classic Бірмінгем, Велика Британія WTA 250 $259,303 – Трава – 32S/24Q/16D Одиночний розряд – Парний розряд     | Олена Остапенко 7–6(10–8), 6–4                      | Барбора Крейчикова                     | Чжу Лінь Анастасія Потапова          | Лінда Фругвіртова Ребекка Маріно Гаррієт Дарт Магдалена Френх          |
| 19 червня | Birmingham Classic Бірмінгем, Велика Британія WTA 250 $259,303 – Трава – 32S/24Q/16D Одиночний розряд – Парний розряд     | Марта Костюк Барбора Крейчикова 6–2, 7–6(9–7)       | Сторм Гантер Алісія Паркс              | Чжу Лінь Анастасія Потапова          | Лінда Фругвіртова Ребекка Маріно Гаррієт Дарт Магдалена Френх          |
| 26 червня | Eastbourne International Істбурн, Велика Британія WTA 500 $780,637 – Трава – 32S/24Q/16D Одиночний розряд – Парний розряд | Медісон Кіз 6–2, 7–6(15–13)                         | Дарія Касаткіна                        | Корі Гофф Каміла Джорджі             | Петра Мартич Джессіка Пегула Олена Остапенко Каролін Гарсія            |
| 26 червня | Eastbourne International Істбурн, Велика Британія WTA 500 $780,637 – Трава – 32S/24Q/16D Одиночний розряд – Парний розряд | Дезіре Кравчик Демі Схюрс 6–2, 6–4                  | Ніколь Меліхар Еллен Перес             | Корі Гофф Каміла Джорджі             | Петра Мартич Джессіка Пегула Олена Остапенко Каролін Гарсія            |
| 26 червня | Bad Homburg Open Бад Гомбург, Німеччина WTA 250 $259,303 – Трава – 32S/24Q/16D Одиночний розряд – Парний розряд           | c Катержина Сінякова 6–2, 7–6(7–5)                  | Лючія Бронзетті                        | Іга Свьонтек Емма Наварро            | Анна Блинкова Варвара Ґрачова Ребека Масарова Людмила Самсонова        |
| 26 червня | Bad Homburg Open Бад Гомбург, Німеччина WTA 250 $259,303 – Трава – 32S/24Q/16D Одиночний розряд – Парний розряд           | Інгрід Гамарра Мартінс Лідія Морозова 6–0, 7–6(7–3) | Ходзумі Ері Моніка Нікулеску           | Іга Свьонтек Емма Наварро            | Анна Блинкова Варвара Ґрачова Ребека Масарова Людмила Самсонова        |

### Липень
| Тиждень          | Турнір | Чемпіонка                                           | Фіналістка                            | Півфіналістки                             | Чвертьфіналістки                                                      |
| ---------------- | --- | --------------------------------------------------- | ------------------------------------- | ----------------------------------------- | --------------------------------------------------------------------- |
| 3 липня 10 липня | Вімблдонський турнір Лондон, Велика Британія Великий шолом £44,700,000 – Трава 128S/128Q/64D/32X Одиночний розряд – Парний розряд – Мікст | Маркета Вондроушова 6–4, 6–4                        | Унс Джабір                            | Еліна Світоліна Аріна Соболенко           | Іга Свьонтек Джессіка Пегула Олена Рибакіна Медісон Кіз               |
| 3 липня 10 липня | Вімблдонський турнір Лондон, Велика Британія Великий шолом £44,700,000 – Трава 128S/128Q/64D/32X Одиночний розряд – Парний розряд – Мікст | Сє Шувей Барбора Стрицова 7–5, 6–4                  | Сторм Гантер Елісе Мертенс            | Еліна Світоліна Аріна Соболенко           | Іга Свьонтек Джессіка Пегула Олена Рибакіна Медісон Кіз               |
| 3 липня 10 липня | Вімблдонський турнір Лондон, Велика Британія Великий шолом £44,700,000 – Трава 128S/128Q/64D/32X Одиночний розряд – Парний розряд – Мікст | Людмила Кіченок Мате Павич 6–4, 6–7(9–11), 6–3      | Сюй Їфань Йоран Вліґен                | Еліна Світоліна Аріна Соболенко           | Іга Свьонтек Джессіка Пегула Олена Рибакіна Медісон Кіз               |
| 17 липня         | Hopman Cup Ніцца, Франція ITF Mixed Teams Championships Ґрунт (red) – 6 teams (RR)                                                        | Хорватія · 2–0                                      | Швейцарія                             | Круговий турнір (Група 1) Данія · Франція | Круговий турнір (Група 2) Бельгія · Іспанія                           |
| 17 липня         | Budapest Grand Prix Будапешт, Угорщина WTA 250 $259,303 – Ґрунт (червоний) – 32S/24Q/16D Одиночний розряд – Парний розряд                 | Maria Timofeeva 6–3, 3–6, 6–0                       | Катерина Байндль                      | Надія Подороська Клер Лю                  | Кайя Юван Еліна Аванесян Анна Кароліна Шмідлова Фанні Штоллар         |
| 17 липня         | Budapest Grand Prix Будапешт, Угорщина WTA 250 $259,303 – Ґрунт (червоний) – 32S/24Q/16D Одиночний розряд – Парний розряд                 | Катажина Пітер Фанні Штоллар 6–2, 4–6, [10–4]       | Jessie Aney Anna Sisková              | Надія Подороська Клер Лю                  | Кайя Юван Еліна Аванесян Анна Кароліна Шмідлова Фанні Штоллар         |
| 17 липня         | Palermo International Палермо, Італія WTA 250 $259,303 – Ґрунт (червоний) – 32S/24Q/16D Одиночний розряд – Парний розряд                  | Чжен Ціньвень 6–4, 1–6, 6–1                         | Жасмін Паоліні                        | Сара Соррібес Тормо Маяр Шеріф            | Дарія Касаткіна Клара Бурель Марія Каміла Осоріо Серрано Емма Наварро |
| 17 липня         | Palermo International Палермо, Італія WTA 250 $259,303 – Ґрунт (червоний) – 32S/24Q/16D Одиночний розряд – Парний розряд                  | Яна Сізікова Кімберлі Циммерманн 6–2, 6–4           | Анджеліка Морателлі Камілла Розателло | Сара Соррібес Тормо Маяр Шеріф            | Дарія Касаткіна Клара Бурель Марія Каміла Осоріо Серрано Емма Наварро |
| 24 липня         | Hamburg European Open Гамбург, Німеччина WTA 250 $259,303 – Ґрунт (червоний) – 32S/24Q/16D Одиночний розряд – Парний розряд               | Аранча Рус 6–0, 7–6(7–3)                            | Нома Нога Акугве                      | Diana Shnaider Дар'я Гаврилова            | Мартіна Тревізан Бернарда Пера Юле Німаєр Ева Лис                     |
| 24 липня         | Hamburg European Open Гамбург, Німеччина WTA 250 $259,303 – Ґрунт (червоний) – 32S/24Q/16D Одиночний розряд – Парний розряд               | Анна Даніліна Олександра Панова 6–4, 6–2            | Міріам Колодзєйова Angela Kulikov     | Diana Shnaider Дар'я Гаврилова            | Мартіна Тревізан Бернарда Пера Юле Німаєр Ева Лис                     |
| 24 липня         | Poland Open Варшава, Польща WTA 250 $259,303 – Ґрунт (червоний) – 32S/24Q/16D Одиночний розряд – Парний розряд                            | Іга Свьонтек 6–0, 6–1                               | Лаура Зігемунд                        | Яніна Вікмаєр Татьяна Марія               | Лінда Носкова Гезер Вотсон Lucrezia Stefanini Ребекка Шрамкова        |
| 24 липня         | Poland Open Варшава, Польща WTA 250 $259,303 – Ґрунт (червоний) – 32S/24Q/16D Одиночний розряд – Парний розряд                            | Гезер Вотсон Яніна Вікмаєр 6–4, 6–4                 | Вероніка Фальковська Катажина Пітер   | Яніна Вікмаєр Татьяна Марія               | Лінда Носкова Гезер Вотсон Lucrezia Stefanini Ребекка Шрамкова        |
| 24 липня         | Ledies Open Lausanne Лозанна, Швейцарія WTA 250 $259,303 – Ґрунт (червоний) – 32S/24Q/16D Одиночний розряд – Парний розряд                | Елізабетта Коччаретто 7–5, 4–6, 6–4                 | Клара Бурель                          | Діан Паррі Бондар Анна                    | Алізе Корне Ана Богдан Тамара Зіданшек Еліна Аванесян                 |
| 24 липня         | Ledies Open Lausanne Лозанна, Швейцарія WTA 250 $259,303 – Ґрунт (червоний) – 32S/24Q/16D Одиночний розряд – Парний розряд                | Бондар Анна Діан Паррі 6–2, 6–1                     | Аміна Аншба Анастасія Децюк           | Діан Паррі Бондар Анна                    | Алізе Корне Ана Богдан Тамара Зіданшек Еліна Аванесян                 |
| 31 липня         | Washington Open Вашингтон, США WTA 500 $780,637 – Тверде – 28S/24Q/16D Одиночний розряд – Парний розряд                                   | Корі Гофф 6–2, 6–3                                  | Марія Саккарі                         | Джессіка Пегула Людмила Самсонова         | Еліна Світоліна Медісон Кіз Белінда Бенчич Марта Костюк               |
| 31 липня         | Washington Open Вашингтон, США WTA 500 $780,637 – Тверде – 28S/24Q/16D Одиночний розряд – Парний розряд                                   | Лаура Зігемунд Віра Звонарьова 6–4, 6–4             | Алекса Гуарачі Моніка Нікулеску       | Джессіка Пегула Людмила Самсонова         | Еліна Світоліна Медісон Кіз Белінда Бенчич Марта Костюк               |
| 31 липня         | Prague Open Прага, Чехія WTA 250 $259,303 – Тверде – 32S/24Q/16D Одиночний розряд – Парний розряд                                         | Хібіно Нао 6–4, 6–1                                 | Лінда Носкова                         | Жаклін Крістіан Тамара Корпач             | Катерина Байндль Тереза Мартінцова Анна Кароліна Шмідлова Алізе Корне |
| 31 липня         | Prague Open Прага, Чехія WTA 250 $259,303 – Тверде – 32S/24Q/16D Одиночний розряд – Парний розряд                                         | Хібіно Нао Оксана Калашникова 6–7(7–9), 7–5, [10–3] | Квінн Глісон Еліксан Лекемія          | Жаклін Крістіан Тамара Корпач             | Катерина Байндль Тереза Мартінцова Анна Кароліна Шмідлова Алізе Корне |

### Серпень
| Тиждень             | Турнір | Чемпіонка                                          | Фіналістка                     | Півфіналістки                | Чвертьфіналістки                                                |
| ------------------- | --- | -------------------------------------------------- | ------------------------------ | ---------------------------- | --------------------------------------------------------------- |
| 7 серпня            | Canadian Open Монреаль, Канада WTA 1000 (non-Mandatory) $2,788,468 – Тверде – 56S/32Q/28D Одиночний розряд – Парний розряд | Джессіка Пегула 6–1, 6–0                           | Людмила Самсонова              | Іга Свьонтек Олена Рибакіна  | Деніел Коллінз Корі Гофф Дарія Касаткіна Белінда Бенчич         |
| 7 серпня            | Canadian Open Монреаль, Канада WTA 1000 (non-Mandatory) $2,788,468 – Тверде – 56S/32Q/28D Одиночний розряд – Парний розряд | Аояма Сюко Ена Сібахара 6–4, 4–6, [13–11]          | Дезіре Кравчик Демі Схюрс      | Іга Свьонтек Олена Рибакіна  | Деніел Коллінз Корі Гофф Дарія Касаткіна Белінда Бенчич         |
| 14 серпня           | Cincinnati Open Мейсон, США WTA 1000 (non-Mandatory) $2,788,468 – Тверде – 56S/32Q/28D Одиночний розряд – Парний розряд    | Корі Гофф 6–3, 6–4                                 | Кароліна Мухова                | Іга Свьонтек Аріна Соболенко | Маркета Вондроушова Жасмін Паоліні Маріє Боузкова Унс Джабір    |
| 14 серпня           | Cincinnati Open Мейсон, США WTA 1000 (non-Mandatory) $2,788,468 – Тверде – 56S/32Q/28D Одиночний розряд – Парний розряд    | Алісія Паркс Тейлор Таунсенд 6–7(1–7), 6–4, [10–6] | Ніколь Меліхар Еллен Перес     | Іга Свьонтек Аріна Соболенко | Маркета Вондроушова Жасмін Паоліні Маріє Боузкова Унс Джабір    |
| 21 серпня           | Tennis in the Land 2023 Клівленд, США WTA 250 $ – Тверде – 32S/24Q/16D Одиночний розряд – Парний розряд                    | Сара Соррібес Тормо 3–6, 6–4, 6–4                  | Катерина Олександрова          | Чжу Лінь Татьяна Марія       | Каролін Гарсія Ван Сіньюй Слоун Стівенс Лейла Фернандес         |
| 21 серпня           | Tennis in the Land 2023 Клівленд, США WTA 250 $ – Тверде – 32S/24Q/16D Одиночний розряд – Парний розряд                    | Като Мію Алділа Сутджаді 6–4, 6–7(4–7), [10–8]     | Ніколь Меліхар Еллен Перес     | Чжу Лінь Татьяна Марія       | Каролін Гарсія Ван Сіньюй Слоун Стівенс Лейла Фернандес         |
| 28 серпня 4 вересня | Відкритий чемпіонат США Нью-Йорк, США Великий шолом $ – Тверде 128S/128Q/64D/32X Одиночний розряд – Парний розряд – Мікст  | Корі Гофф 2–6, 6–3, 6–2                            | Аріна Соболенко                | Кароліна Мухова Медісон Кіз  | Олена Остапенко Сорана Кирстя Маркета Вондроушова Чжен Ціньвень |
| 28 серпня 4 вересня | Відкритий чемпіонат США Нью-Йорк, США Великий шолом $ – Тверде 128S/128Q/64D/32X Одиночний розряд – Парний розряд – Мікст  | Габріела Дабровскі Ерін Рутліфф 7–6(11–9), 6–3     | Лаура Зігемунд Віра Звонарьова | Кароліна Мухова Медісон Кіз  | Олена Остапенко Сорана Кирстя Маркета Вондроушова Чжен Ціньвень |
| 28 серпня 4 вересня | Відкритий чемпіонат США Нью-Йорк, США Великий шолом $ – Тверде 128S/128Q/64D/32X Одиночний розряд – Парний розряд – Мікст  | Анна Даніліна Харрі Хеліовара 6–3, 6–4             | Джессіка Пегула Остін Крайчек  | Кароліна Мухова Медісон Кіз  | Олена Остапенко Сорана Кирстя Маркета Вондроушова Чжен Ціньвень |

### Вересень
| Тиждень    | Турнір | Чемпіонка                                       | Фіналістка                      | Півфіналістки                        | Чвертьфіналістки                                                   |
| ---------- | --- | ----------------------------------------------- | ------------------------------- | ------------------------------------ | ------------------------------------------------------------------ |
| 11 вересня | Southern California Open Сан-Дієго, США WTA 500 Тверде – $780,637 – 28S/24Q/16D Одиночний розряд, парний розряд                            | Барбора Крейчикова 6–4, 2–6, 6–4                | Софія Кенін                     | Емма Наварро Деніел Коллінз          | Анастасія Потапова Марія Саккарі Беатріс Аддад Мая Каролін Гарсія  |
| 11 вересня | Southern California Open Сан-Дієго, США WTA 500 Тверде – $780,637 – 28S/24Q/16D Одиночний розряд, парний розряд                            | Барбора Крейчикова Катержина Сінякова 6–1, 6–4  | Деніел Коллінз Коко Вандевей    | Емма Наварро Деніел Коллінз          | Анастасія Потапова Марія Саккарі Беатріс Аддад Мая Каролін Гарсія  |
| 11 вересня | Japan Women's Open Осака, Японія WTA 250 Тверде – $259,303 – 32S/24Q/16D Одиночний розряд, парний розряд                                   | Ешлін Крюгер 6–3, 7–6(8–6)                      | Чжу Лінь                        | Ван Сіньюй Маї Гонтама               | Елізабет Мандлік Юлія Путінцева Ганна Калінська Arianne Hartono    |
| 11 вересня | Japan Women's Open Осака, Японія WTA 250 Тверде – $259,303 – 32S/24Q/16D Одиночний розряд, парний розряд                                   | Анна-Лена Фрідзам Надія Кіченок 7–6(7–3), 6–3   | Ганна Калінська Юлія Путінцева  | Ван Сіньюй Маї Гонтама               | Елізабет Мандлік Юлія Путінцева Ганна Калінська Arianne Hartono    |
| 18 вересня | Guadalajara Open Гвадалахара (Мексика), Мексика WTA 1000 (Non-mandatory) Тверде – $2,788,468 – 56S/32Q/28D Одиночний розряд, парний розряд | Марія Саккарі 7–5, 6–3                          | Каролін Доулгайд                | Софія Кенін Каролін Гарсія           | Мартіна Тревізан Лейла Фернандес Вікторія Азаренко Еміліана Аранго |
| 18 вересня | Guadalajara Open Гвадалахара (Мексика), Мексика WTA 1000 (Non-mandatory) Тверде – $2,788,468 – 56S/32Q/28D Одиночний розряд, парний розряд | Сторм Гантер Елісе Мертенс 3–6, 6–2, [10–4]     | Габріела Дабровскі Ерін Рутліфф | Софія Кенін Каролін Гарсія           | Мартіна Тревізан Лейла Фернандес Вікторія Азаренко Еміліана Аранго |
| 18 вересня | Guangzhou International Women's Open Гуанчжоу, КНР WTA 250 Тверде – $259,303 – 32S/24Q/16D Одиночний розряд, парний розряд                 | Ван Сю 6–0, 6–2                                 | Магда Лінетт                    | Юлія Путінцева Грет Міннен           | Ребека Масарова Татьяна Марія Лучія Бронцетті Вікторія Грунчакова  |
| 18 вересня | Guangzhou International Women's Open Гуанчжоу, КНР WTA 250 Тверде – $259,303 – 32S/24Q/16D Одиночний розряд, парний розряд                 | Ґо Ханю Цзян Сіньюй 6–3, 7–6(7–4)               | Ходзумі Ері Ніномія Макото      | Юлія Путінцева Грет Міннен           | Ребека Масарова Татьяна Марія Лучія Бронцетті Вікторія Грунчакова  |
| 25 вересня | Toray Pan Pacific Open Tokyo, Японія WTA 500 Тверде – $780,637 – 28S/24Q/16D Одиночний розряд, парний розряд                               | Вероніка Кудерметова 7–5, 6–1                   | Джессіка Пегула                 | Анастасія Павлюченкова Марія Саккарі | Іга Свьонтек Катерина Олександрова Каролін Гарсія Дарія Касаткіна  |
| 25 вересня | Toray Pan Pacific Open Tokyo, Японія WTA 500 Тверде – $780,637 – 28S/24Q/16D Одиночний розряд, парний розряд                               | Ульрікке Ейкері Інгрід Ніл 3–6, 7–5, [10–5]     | Ходзумі Ері Ніномія Макото      | Анастасія Павлюченкова Марія Саккарі | Іга Свьонтек Катерина Олександрова Каролін Гарсія Дарія Касаткіна  |
| 25 вересня | Ningbo Open Нінбо, КНР WTA 250 Тверде – $259,303 – 32S/24Q/16D Одиночний розряд, парний розряд                                             | Унс Джабір 6–2, 6–1                             | Діана Шнайдер                   | Надія Подороська Лінда Фругвіртова   | Віра Звонарьова Катержина Сінякова Лучія Бронцетті Петра Квітова   |
| 25 вересня | Ningbo Open Нінбо, КНР WTA 250 Тверде – $259,303 – 32S/24Q/16D Одиночний розряд, парний розряд                                             | Лаура Зігемунд Віра Звонарьова 4–6, 6–3, [10–5] | Ґо Ханю Цзян Сіньюй             | Надія Подороська Лінда Фругвіртова   | Віра Звонарьова Катержина Сінякова Лучія Бронцетті Петра Квітова   |

### Жовтень
| Тиждень   | Турнір | Чемпіонка                                           | Фіналістка                             | Півфіналістки                  | Чвертьфіналістки |
| --------- | --- | --------------------------------------------------- | -------------------------------------- | ------------------------------ | --- |
| 2 жовтня  | China Open Пекін, КНР WTA 1000 (Mandatory) Тверде – $8,127,389 – 64S/32Q/28D Одиночний розряд, парний розряд                         | Іга Свьонтек 6–2, 6–2                               | Людмила Самсонова                      | Олена Рибакіна Корі Гофф       | Аріна Соболенко Олена Остапенко Марія Саккарі Каролін Гарсія                                                                              |
| 2 жовтня  | China Open Пекін, КНР WTA 1000 (Mandatory) Тверде – $8,127,389 – 64S/32Q/28D Одиночний розряд, парний розряд                         | Маріє Боузкова Сара Соррібес Тормо 3–6, 6–0, [10–4] | Чжань Хаоцін Джуліана Ольмос           | Олена Рибакіна Корі Гофф       | Аріна Соболенко Олена Остапенко Марія Саккарі Каролін Гарсія                                                                              |
| 9 жовтня  | Zhengzhou Open Чженчжоу, КНР WTA 500 Тверде – $780,637 – 28S/24Q/16D Одиночний розряд – Парний розряд                                | Чжен Ціньвень 2–6, 6–2, 6–4                         | Барбора Крейчикова                     | Дарія Касаткіна Жасмін Паоліні | Леся Цуренко Унс Джабір Ангеліна Калініна Лаура Зігемунд                                                                                  |
| 9 жовтня  | Zhengzhou Open Чженчжоу, КНР WTA 500 Тверде – $780,637 – 28S/24Q/16D Одиночний розряд – Парний розряд                                | Габріела Дабровскі Ерін Рутліфф 6–2, 6–4            | Аояма Сюко Ена Сібахара                | Дарія Касаткіна Жасмін Паоліні | Леся Цуренко Унс Джабір Ангеліна Калініна Лаура Зігемунд                                                                                  |
| 9 жовтня  | Hong Kong Tennis Open Гонконг, КНР SAR WTA 250 Тверде – $259,303 – 32S/24Q/16D Одиночний розряд – Парний розряд                      | Лейла Фернандес 3–6, 6–4, 6–4                       | Катержина Сінякова                     | Анна Блинкова Мартіна Тревізан | Лінда Фругвіртова Сара Соррібес Тормо Елісе Мертенс Анастасія Павлюченкова                                                                |
| 9 жовтня  | Hong Kong Tennis Open Гонконг, КНР SAR WTA 250 Тверде – $259,303 – 32S/24Q/16D Одиночний розряд – Парний розряд                      | Тан Цяньхуей Цао Чяї 7–5, 1–6, [11–9]               | Оксана Калашникова Олександра Саснович | Анна Блинкова Мартіна Тревізан | Лінда Фругвіртова Сара Соррібес Тормо Елісе Мертенс Анастасія Павлюченкова                                                                |
| 9 жовтня  | Hansol Korea Open Tennis Championships Сеул, Південна Корея WTA 250 Тверде – $259,303 – 32S/24Q/16D Одиночний розряд – Парний розряд | Джессіка Пегула 6–2, 6–3                            | Юань Юе                                | Яніна Вікмаєр Еміна Бектас     | Клер Лю Поліна Кудерметова Маріє Боузкова Кімберлі Біррелл                                                                                |
| 9 жовтня  | Hansol Korea Open Tennis Championships Сеул, Південна Корея WTA 250 Тверде – $259,303 – 32S/24Q/16D Одиночний розряд – Парний розряд | Маріє Боузкова Бетані Маттек-Сендс 6–2, 6–1         | Луксіка Кумхум Пеангтарн Пліпич        | Яніна Вікмаєр Еміна Бектас     | Клер Лю Поліна Кудерметова Маріє Боузкова Кімберлі Біррелл                                                                                |
| 16 жовтня | Jiangxi International Women's Tennis Open Наньчан, КНР WTA 250 Тверде – $259,303 – 32S/13Q/16D Одиночний розряд – Парний розряд      | Катержина Сінякова 1–6, 7–6(7–5), 7–6(7–4)          | Маріє Боузкова                         | Діана Шнайдер Лейла Фернандес  | Хібіно Нао Марія Каміла Осоріо Серрано Лаура Зігемунд Олександра Саснович                                                                 |
| 16 жовтня | Jiangxi International Women's Tennis Open Наньчан, КНР WTA 250 Тверде – $259,303 – 32S/13Q/16D Одиночний розряд – Парний розряд      | Лаура Зігемунд Віра Звонарьова 6–4, 6–2             | Ходзумі Ері Ніномія Макото             | Діана Шнайдер Лейла Фернандес  | Хібіно Нао Марія Каміла Осоріо Серрано Лаура Зігемунд Олександра Саснович                                                                 |
| 16 жовтня | Transylvania Open Клуж-Напока, Румунія WTA 250 Тверде (i) – $259,303 – 32S/15Q/16D Одиночний розряд – Парний розряд                  | Тамара Корпач 6–3, 6–4                              | Елена-Габріела Русе                    | Ева Лис Ребека Масарова        | Катерина Макарова Дарія Снігур Ана Богдан Еміліана Аранго                                                                                 |
| 16 жовтня | Transylvania Open Клуж-Напока, Румунія WTA 250 Тверде (i) – $259,303 – 32S/15Q/16D Одиночний розряд – Парний розряд                  | Джоді Барридж Джил Тайхманн 6–1, 6–4                | Леолія Жанжан Валерія Страхова         | Ева Лис Ребека Масарова        | Катерина Макарова Дарія Снігур Ана Богдан Еміліана Аранго                                                                                 |
| 16 жовтня | Jasmin Open Монастір, Туніс WTA 250 Тверде – $259,303 – 32S/16Q/16D Одиночний розряд – Парний розряд                                 | Елісе Мертенс 6–3, 6–0                              | Жасмін Паоліні                         | Леся Цуренко Клара Бурель      | Лучія Бронцетті Нурія Паррісас-Діас Лукреція Стефаніні Маї Гонтама                                                                        |
| 16 жовтня | Jasmin Open Монастір, Туніс WTA 250 Тверде – $259,303 – 32S/16Q/16D Одиночний розряд – Парний розряд                                 | Сара Еррані Жасмін Паоліні 2–6, 7–6(7–4), [10–6]    | Маї Гонтама Наталія Стефанович         | Леся Цуренко Клара Бурель      | Лучія Бронцетті Нурія Паррісас-Діас Лукреція Стефаніні Маї Гонтама                                                                        |
| 23 жовтня | WTA Elite Trophy Чжухай, КНР Фінал року Тверде – $2,409,000 – 12S/8D Одиночний розряд – Парний розряд                                | Беатріс Аддад Мая 7–6(13–11), 7–6(7–4)              | Чжен Ціньвень                          | Дарія Касаткіна Чжу Лінь       | Раунд robin Барбора Крейчикова Магда Лінетт Каролін Гарсія Медісон Кіз Олена Остапенко Донна Векич Людмила Самсонова Вероніка Кудерметова |
| 23 жовтня | WTA Elite Trophy Чжухай, КНР Фінал року Тверде – $2,409,000 – 12S/8D Одиночний розряд – Парний розряд                                | Беатріс Аддад Мая Вероніка Кудерметова 6–3, 6–3     | Като Мію Алділа Сутджаді               | Дарія Касаткіна Чжу Лінь       | Раунд robin Барбора Крейчикова Магда Лінетт Каролін Гарсія Медісон Кіз Олена Остапенко Донна Векич Людмила Самсонова Вероніка Кудерметова |
| 30 жовтня | WTA Finals Канкун, Мексика Фінал року Тверде – $9,000,000 – 8S/8D Одиночний розряд – Парний розряд                                   | Іга Свьонтек 6–1, 6–0                               | Джессіка Пегула                        | Корі Гофф Аріна Соболенко      | Круговий турнір Марія Саккарі Олена Рибакіна Маркета Вондроушова Унс Джабір                                                               |
| 30 жовтня | WTA Finals Канкун, Мексика Фінал року Тверде – $9,000,000 – 8S/8D Одиночний розряд – Парний розряд                                   | Лаура Зігемунд Віра Звонарьова 6–4, 6–4             | Ніколь Меліхар Еллен Перес             | Корі Гофф Аріна Соболенко      | Круговий турнір Марія Саккарі Олена Рибакіна Маркета Вондроушова Унс Джабір                                                               |

### Листопад
| Тиждень     | Турнір                                                  | Чемпіонка | Фіналістка | Півфіналістки | Чвертьфіналістки |
| ----------- | ------------------------------------------------------- | --------- | ---------- | ------------- | ---------------- |
| 6 листопада | Фінали Кубку Біллі Джин Кінг TBA Тверде (i) – 12 команд |           |            |               |                  |

## Статистична інформація
У таблицях вказано кількість виграних турнірів кожною окремою тенісисткою та представницями окремихих країн. Враховані одиночні (S), парні (D) та змішані (X) титули на турнірах усіх рівнів: Великий шолом, чемпіонати закінчення сезону (Чемпіонат Туру WTA і WTA Elite Trophy), Турніри WTA Premier (WTA 1000 and WTA 500), а також Турніри WTA International.
Гравчинь і країни розподілено за такими показниками:
1. Загальна кількість титулів (титул в парному розряді, виграний двома тенісистками, які представляють одну й ту саму країну, зараховано як  лише один виграш для країни);
2. Сумарна цінність усіх виграних титулів (одна перемога на турнірі Великого шолома, дорівнює двом перемогам на турнірі WTA 1000, одна перемога на чемпіонаті закінчення сезону дорівнює півтора перемогам на WTA 1000, одна перемога на WTA 1000 дорівнює двом перемогам на WTA 500, одна перемога на WTA 500 дорівнює двом перемогам на WTA 250);
3. Ієрархія розрядів: одиночний > парний > змішаний;

### Легенда
| Турніри Великого шолома      |
| Чемпіонати закінчення сезону |
| WTA 1000 (Обов'язкові)       |
| WTA 1000 (Не обов'язкові)    |
| WTA 500                      |
| WTA 250                      |

### Титули тенісисток
| Всього | Тенісистка                   | Великий шолом | Великий шолом | Великий шолом | Закінчення сезону | Закінчення сезону | WTA 1000 (О) | WTA 1000 (О) | WTA 1000 (НО) | WTA 1000 (НО) | WTA 500 | WTA 500 | WTA 250 | WTA 250 | Всього | Всього | Всього |
| Всього | Тенісистка                   | S             | D             | X             | S                 | D                 | S            | D            | S             | D             | S       | D       | S       | D       | S      | D      | X      |
| ------ | ---------------------------- | ------------- | ------------- | ------------- | ----------------- | ----------------- | ------------ | ------------ | ------------- | ------------- | ------- | ------- | ------- | ------- | ------ | ------ | ------ |
| 6      | Іга Свьонтек (POL)           | ●             |               |               | ●                 |                   | ●            |              |               |               | ●       |         | ●       |         | 6      | 0      | 0      |
| 6      | Корі Гофф (USA)              | ●             |               |               |                   |                   |              | ●            | ●             |               | ●       | ●       | ●       |         | 4      | 2      | 0      |
| 6      | Барбора Крейчикова (CZE)     |               | ●             |               |                   |                   |              | ●            | ●             |               | ●       | ●       |         | ●       | 2      | 4      | 0      |
| 5      | Катержина Сінякова (CZE)     |               | ●             |               |                   |                   |              | ●            |               |               |         | ●       | ●       |         | 2      | 3      | 0      |
| 5      | Лаура Зігемунд (GER)         |               |               |               |                   | ●                 |              |              |               |               |         | ●       |         | ●       | 0      | 5      | 0      |
| 4      | Луїза Стефані (BRA)          |               |               | ●             |                   |                   |              |              |               |               |         | ●       |         |         | 0      | 3      | 1      |
| 4      | Джессіка Пегула (USA)        |               |               |               |                   |                   |              | ●            | ●             |               |         | ●       | ●       |         | 2      | 2      | 0      |
| 4      | Віра Звонарьова              |               |               |               |                   | ●                 |              |              |               |               |         | ●       |         | ●       | 0      | 4      | 0      |
| 3      | Беатріс Аддад Мая (BRA)      |               |               |               | ●                 | ●                 |              | ●            |               |               |         |         |         |         | 1      | 2      | 0      |
| 3      | Аріна Соболенко              | ●             |               |               |                   |                   | ●            |              |               |               | ●       |         |         |         | 3      | 0      | 0      |
| 3      | Вероніка Кудерметова         |               |               |               |                   | ●                 |              |              |               | ●             | ●       |         |         |         | 1      | 2      | 0      |
| 3      | Ерін Рутліфф (NZL)           |               | ●             |               |                   |                   |              |              |               |               |         | ●       |         | ●       | 0      | 3      | 0      |
| 3      | Като Мію (JPN)               |               |               | ●             |                   |                   |              |              |               |               |         |         |         | ●       | 0      | 2      | 1      |
| 3      | Елісе Мертенс (BEL)          |               |               |               |                   |                   |              | ●            |               | ●             |         |         | ●       |         | 1      | 2      | 0      |
| 3      | Тейлор Таунсенд (USA)        |               |               |               |                   |                   |              |              |               | ●             |         | ●       |         |         | 0      | 3      | 0      |
| 3      | Дезіре Кравчик (USA)         |               |               |               |                   |                   |              |              |               |               |         | ●       |         |         | 0      | 3      | 0      |
| 3      | Алділа Сутджаді (INA)        |               |               |               |                   |                   |              |              |               |               |         |         |         | ●       | 0      | 3      | 0      |
| 2      | Сє Шувей (TPE)               |               | ●             |               |                   |                   |              |              |               |               |         |         |         |         | 0      | 2      | 0      |
| 2      | Габріела Дабровскі (CAN)     |               | ●             |               |                   |                   |              |              |               |               |         | ●       |         |         | 0      | 2      | 0      |
| 2      | Анна Даніліна (KAZ)          |               |               | ●             |                   |                   |              |              |               |               |         |         |         | ●       | 0      | 1      | 1      |
| 2      | Олена Рибакіна (KAZ)         |               |               |               |                   |                   | ●            |              |               |               |         |         |         |         | 2      | 0      | 0      |
| 2      | Сторм Гантер (AUS)           |               |               |               |                   |                   |              | ●            |               | ●             |         |         |         |         | 0      | 2      | 0      |
| 2      | Петра Квітова (CZE)          |               |               |               |                   |                   | ●            |              |               |               | ●       |         |         |         | 2      | 0      | 0      |
| 2      | Алісія Паркс (USA)           |               |               |               |                   |                   |              |              |               | ●             |         |         | ●       |         | 1      | 1      | 0      |
| 2      | Сара Соррібес Тормо (ESP)    |               |               |               |                   |                   |              | ●            |               |               |         |         | ●       |         | 1      | 1      | 0      |
| 2      | Маріє Боузкова (CZE)         |               |               |               |                   |                   |              | ●            |               |               |         |         |         | ●       | 0      | 2      | 0      |
| 2      | Аояма Сюко (JPN)             |               |               |               |                   |                   |              |              |               | ●             |         |         |         | ●       | 0      | 2      | 0      |
| 2      | Ена Сібахара (JPN)           |               |               |               |                   |                   |              |              |               | ●             |         |         |         | ●       | 0      | 2      | 0      |
| 2      | Белінда Бенчич (SUI)         |               |               |               |                   |                   |              |              |               |               | ●       |         |         |         | 2      | 0      | 0      |
| 2      | Унс Джабір (TUN)             |               |               |               |                   |                   |              |              |               |               | ●       |         | ●       |         | 2      | 0      | 0      |
| 2      | Чжен Ціньвень (CHN)          |               |               |               |                   |                   |              |              |               |               | ●       |         | ●       |         | 2      | 0      | 0      |
| 2      | Демі Схюрс (NED)             |               |               |               |                   |                   |              |              |               |               |         | ●       |         |         | 0      | 2      | 0      |
| 2      | Ульрікке Ейкері (NOR)        |               |               |               |                   |                   |              |              |               |               |         | ●       |         | ●       | 0      | 2      | 0      |
| 2      | Інгрід Ніл (EST)             |               |               |               |                   |                   |              |              |               |               |         | ●       |         | ●       | 0      | 2      | 0      |
| 2      | Хібіно Нао (JPN)             |               |               |               |                   |                   |              |              |               |               |         |         | ●       | ●       | 1      | 1      | 0      |
| 2      | Марта Костюк (UKR)           |               |               |               |                   |                   |              |              |               |               |         |         | ●       | ●       | 1      | 1      | 0      |
| 2      | Діан Паррі (FRA)             |               |               |               |                   |                   |              |              |               |               |         |         |         | ●       | 0      | 2      | 0      |
| 2      | Яна Сізікова                 |               |               |               |                   |                   |              |              |               |               |         |         |         | ●       | 0      | 2      | 0      |
| 1      | Маркета Вондроушова (CZE)    | ●             |               |               |                   |                   |              |              |               |               |         |         |         |         | 1      | 0      | 0      |
| 1      | Барбора Стрицова (CZE)       |               | ●             |               |                   |                   |              |              |               |               |         |         |         |         | 0      | 1      | 0      |
| 1      | Ван Сіньюй (CHN)             |               | ●             |               |                   |                   |              |              |               |               |         |         |         |         | 0      | 1      | 0      |
| 1      | Людмила Кіченок (UKR)        |               |               | ●             |                   |                   |              |              |               |               |         |         |         |         | 0      | 0      | 1      |
| 1      | Вікторія Азаренко            |               |               |               |                   |                   |              | ●            |               |               |         |         |         |         | 0      | 1      | 0      |
| 1      | Марія Саккарі (GRE)          |               |               |               |                   |                   |              |              | ●             |               |         |         |         |         | 1      | 0      | 0      |
| 1      | Людмила Самсонова            |               |               |               |                   |                   |              |              |               | ●             |         |         |         |         | 0      | 1      | 0      |
| 1      | Медісон Кіз (USA)            |               |               |               |                   |                   |              |              |               |               | ●       |         |         |         | 1      | 0      | 0      |
| 1      | Деніел Коллінз (USA)         |               |               |               |                   |                   |              |              |               |               |         | ●       |         |         | 0      | 1      | 0      |
| 1      | Каролін Гарсія (FRA)         |               |               |               |                   |                   |              |              |               |               |         | ●       |         |         | 0      | 1      | 0      |
| 1      | Ейжа Мугаммад (USA)          |               |               |               |                   |                   |              |              |               |               |         | ●       |         |         | 0      | 1      | 0      |
| 1      | Чжан Шуай (CHN)              |               |               |               |                   |                   |              |              |               |               |         | ●       |         |         | 0      | 1      | 0      |
| 1      | Катерина Олександрова        |               |               |               |                   |                   |              |              |               |               |         |         | ●       |         | 1      | 0      | 0      |
| 1      | Кейті Баултер (GBR)          |               |               |               |                   |                   |              |              |               |               |         |         | ●       |         | 1      | 0      | 0      |
| 1      | Лучія Бронцетті (ITA)        |               |               |               |                   |                   |              |              |               |               |         |         | ●       |         | 1      | 0      | 0      |
| 1      | Елізабетта Коччаретто (ITA)  |               |               |               |                   |                   |              |              |               |               |         |         | ●       |         | 1      | 0      | 0      |
| 1      | Лорен Девіс (USA)            |               |               |               |                   |                   |              |              |               |               |         |         | ●       |         | 1      | 0      | 0      |
| 1      | Лейла Фернандес (CAN)        |               |               |               |                   |                   |              |              |               |               |         |         | ●       |         | 1      | 0      | 0      |
| 1      | Каміла Джорджі (ITA)         |               |               |               |                   |                   |              |              |               |               |         |         | ●       |         | 1      | 0      | 0      |
| 1      | Тамара Корпач (GER)          |               |               |               |                   |                   |              |              |               |               |         |         | ●       |         | 1      | 0      | 0      |
| 1      | Ешлін Крюгер (USA)           |               |               |               |                   |                   |              |              |               |               |         |         | ●       |         | 1      | 0      | 0      |
| 1      | Татьяна Марія (GER)          |               |               |               |                   |                   |              |              |               |               |         |         | ●       |         | 1      | 0      | 0      |
| 1      | Олена Остапенко (LAT)        |               |               |               |                   |                   |              |              |               |               |         |         | ●       |         | 1      | 0      | 0      |
| 1      | Анастасія Потапова           |               |               |               |                   |                   |              |              |               |               |         |         | ●       |         | 1      | 0      | 0      |
| 1      | Аранча Рус (NED)             |               |               |               |                   |                   |              |              |               |               |         |         | ●       |         | 1      | 0      | 0      |
| 1      | Еліна Світоліна (UKR)        |               |               |               |                   |                   |              |              |               |               |         |         | ●       |         | 1      | 0      | 0      |
| 1      | Maria Timofeeva              |               |               |               |                   |                   |              |              |               |               |         |         | ●       |         | 1      | 0      | 0      |
| 1      | Донна Векич (CRO)            |               |               |               |                   |                   |              |              |               |               |         |         | ●       |         | 1      | 0      | 0      |
| 1      | Ван Сю (CHN)                 |               |               |               |                   |                   |              |              |               |               |         |         | ●       |         | 1      | 0      | 0      |
| 1      | Чжу Лінь (CHN)               |               |               |               |                   |                   |              |              |               |               |         |         | ●       |         | 1      | 0      | 0      |
| 1      | Бондар Анна (HUN)            |               |               |               |                   |                   |              |              |               |               |         |         |         | ●       | 0      | 1      | 0      |
| 1      | Крістіна Букса (ESP)         |               |               |               |                   |                   |              |              |               |               |         |         |         | ●       | 0      | 1      | 0      |
| 1      | Джоді Барридж (GBR)          |               |               |               |                   |                   |              |              |               |               |         |         |         | ●       | 0      | 1      | 0      |
| 1      | Чжань Хаоцін (TPE)           |               |               |               |                   |                   |              |              |               |               |         |         |         | ●       | 0      | 1      | 0      |
| 1      | Натела Дзаламідзе (GEO)      |               |               |               |                   |                   |              |              |               |               |         |         |         | ●       | 0      | 1      | 0      |
| 1      | Сара Еррані (ITA)            |               |               |               |                   |                   |              |              |               |               |         |         |         | ●       | 0      | 1      | 0      |
| 1      | Кірстен Фліпкенс (BEL)       |               |               |               |                   |                   |              |              |               |               |         |         |         | ●       | 0      | 1      | 0      |
| 1      | Анна-Лена Фрідзам (GER)      |               |               |               |                   |                   |              |              |               |               |         |         |         | ●       | 0      | 1      | 0      |
| 1      | Інгрід Гамарра Мартінс (BRA) |               |               |               |                   |                   |              |              |               |               |         |         |         | ●       | 0      | 1      | 0      |
| 1      | Ґо Ханю (CHN)                |               |               |               |                   |                   |              |              |               |               |         |         |         | ●       | 0      | 1      | 0      |
| 1      | Вікторія Грунчакова (SVK)    |               |               |               |                   |                   |              |              |               |               |         |         |         | ●       | 0      | 1      | 0      |
| 1      | Цзян Сіньюй (CHN)            |               |               |               |                   |                   |              |              |               |               |         |         |         | ●       | 0      | 1      | 0      |
| 1      | Оксана Калашникова (GEO)     |               |               |               |                   |                   |              |              |               |               |         |         |         | ●       | 0      | 1      | 0      |
| 1      | Ірина Хромачова              |               |               |               |                   |                   |              |              |               |               |         |         |         | ●       | 0      | 1      | 0      |
| 1      | Надія Кіченок (UKR)          |               |               |               |                   |                   |              |              |               |               |         |         |         | ●       | 0      | 1      | 0      |
| 1      | Юліана Лісарасо (COL)        |               |               |               |                   |                   |              |              |               |               |         |         |         | ●       | 0      | 1      | 0      |
| 1      | Лідія Морозова               |               |               |               |                   |                   |              |              |               |               |         |         |         | ●       | 0      | 1      | 0      |
| 1      | Бетані Маттек-Сендс (USA)    |               |               |               |                   |                   |              |              |               |               |         |         |         | ●       | 0      | 1      | 0      |
| 1      | Кеті Макнеллі (USA)          |               |               |               |                   |                   |              |              |               |               |         |         |         | ●       | 0      | 1      | 0      |
| 1      | Олександра Панова            |               |               |               |                   |                   |              |              |               |               |         |         |         | ●       | 0      | 1      | 0      |
| 1      | Жасмін Паоліні (ITA)         |               |               |               |                   |                   |              |              |               |               |         |         |         | ●       | 0      | 1      | 0      |
| 1      | María Paulina Pérez (COL)    |               |               |               |                   |                   |              |              |               |               |         |         |         | ●       | 0      | 1      | 0      |
| 1      | Катажина Пітер (POL)         |               |               |               |                   |                   |              |              |               |               |         |         |         | ●       | 0      | 1      | 0      |
| 1      | Сабріна Сантамарія (USA)     |               |               |               |                   |                   |              |              |               |               |         |         |         | ●       | 0      | 1      | 0      |
| 1      | Бібіана Схофс (NED)          |               |               |               |                   |                   |              |              |               |               |         |         |         | ●       | 0      | 1      | 0      |
| 1      | Ірина Шиманович              |               |               |               |                   |                   |              |              |               |               |         |         |         | ●       | 0      | 1      | 0      |
| 1      | Штоллар Фанні (HUN)          |               |               |               |                   |                   |              |              |               |               |         |         |         | ●       | 0      | 1      | 0      |
| 1      | Тан Цяньхуей (CHN)           |               |               |               |                   |                   |              |              |               |               |         |         |         | ●       | 0      | 1      | 0      |
| 1      | Джил Тайхманн (SUI)          |               |               |               |                   |                   |              |              |               |               |         |         |         | ●       | 0      | 1      | 0      |
| 1      | Цао Чяї (TPE)                |               |               |               |                   |                   |              |              |               |               |         |         |         | ●       | 0      | 1      | 0      |
| 1      | Гезер Вотсон (GBR)           |               |               |               |                   |                   |              |              |               |               |         |         |         | ●       | 0      | 1      | 0      |
| 1      | Яніна Вікмаєр (BEL)          |               |               |               |                   |                   |              |              |               |               |         |         |         | ●       | 0      | 1      | 0      |
| 1      | Wu Fang-hsien (TPE)          |               |               |               |                   |                   |              |              |               |               |         |         |         | ●       | 0      | 1      | 0      |
| 1      | Сюй Їфань (CHN)              |               |               |               |                   |                   |              |              |               |               |         |         |         | ●       | 0      | 1      | 0      |
| 1      | Ян Чжаосюань (CHN)           |               |               |               |                   |                   |              |              |               |               |         |         |         | ●       | 0      | 1      | 0      |
| 1      | Кімберлі Ціммерманн (BEL)    |               |               |               |                   |                   |              |              |               |               |         |         |         | ●       | 0      | 1      | 0      |

### Титули за країнами
| Всього | Країна                  | Великий шолом | Великий шолом | Великий шолом | Закінчення сезону | Закінчення сезону | WTA 1000 (О) | WTA 1000 (О) | WTA 1000 (НО) | WTA 1000 (НО) | WTA 500 | WTA 500 | WTA 250 | WTA 250 | Всього | Всього | Всього |
| Всього | Країна                  | S             | D             | X             | S                 | D                 | S            | D            | S             | D             | S       | D       | S       | D       | S      | D      | X      |
| ------ | ----------------------- | ------------- | ------------- | ------------- | ----------------- | ----------------- | ------------ | ------------ | ------------- | ------------- | ------- | ------- | ------- | ------- | ------ | ------ | ------ |
| 21     | США (USA)               | 1             |               |               |                   |                   |              | 1            | 2             | 1             | 2       | 6       | 5       | 2       | 10     | 11     | 0      |
| 14     | Чехія (CZE)             | 1             | 2             |               |                   |                   | 1            | 2            | 1             |               | 2       | 1       | 2       | 2       | 7      | 7      | 0      |
| 9      | КНР (CHN)               |               | 1             |               |                   |                   |              |              |               |               | 1       | 1       | 3       | 3       | 4      | 5      | 0      |
| 8      | Бразилія (BRA)          |               |               | 1             | 1                 | 1                 |              | 1            |               |               |         | 3       |         | 1       | 1      | 6      | 1      |
| 8      | Німеччина (GER)         |               |               |               |                   | 1                 |              |              |               |               |         | 1       | 2       | 4       | 2      | 6      | 0      |
| 7      | Польща (POL)            | 1             |               |               | 1                 |                   | 1            |              |               |               | 2       |         | 1       | 1       | 6      | 1      | 0      |
| 6      | Японія (JPN)            |               |               | 1             |                   |                   |              |              |               | 1             |         |         | 1       | 2       | 1      | 4      | 1      |
| 6      | Бельгія (BEL)           |               |               |               |                   |                   |              | 1            |               | 1             |         |         | 1       | 3       | 1      | 5      | 0      |
| 5      | Україна (UKR)           |               |               | 1             |                   |                   |              |              |               |               |         |         | 2       | 2       | 2      | 2      | 1      |
| 4      | Китайський Тайбей (TPE) |               | 2             |               |                   |                   |              |              |               |               |         |         |         | 2       | 0      | 4      | 0      |
| 4      | Казахстан (KAZ)         |               |               | 1             |                   |                   | 2            |              |               |               |         |         |         | 1       | 2      | 1      | 1      |
| 4      | Нідерланди (NED)        |               |               |               |                   |                   |              |              |               |               |         | 2       | 1       | 1       | 1      | 3      | 0      |
| 4      | Італія (ITA)            |               |               |               |                   |                   |              |              |               |               |         |         | 3       | 1       | 3      | 1      | 0      |
| 3      | Канада (CAN)            |               | 1             |               |                   |                   |              |              |               |               |         | 1       | 1       |         | 1      | 2      | 0      |
| 3      | Нова Зеландія (NZL)     |               | 1             |               |                   |                   |              |              |               |               |         | 1       |         | 1       | 0      | 3      | 0      |
| 3      | Іспанія (ESP)           |               |               |               |                   |                   |              | 1            |               |               |         |         | 1       | 1       | 1      | 2      | 0      |
| 3      | Швейцарія (SUI)         |               |               |               |                   |                   |              |              |               |               | 2       |         |         | 1       | 2      | 1      | 0      |
| 3      | Франція (FRA)           |               |               |               |                   |                   |              |              |               |               |         | 1       |         | 2       | 0      | 3      | 0      |
| 3      | Велика Британія (GBR)   |               |               |               |                   |                   |              |              |               |               |         |         | 1       | 2       | 1      | 2      | 0      |
| 3      | Індонезія (INA)         |               |               |               |                   |                   |              |              |               |               |         |         |         | 3       | 0      | 3      | 0      |
| 2      | Австралія (AUS)         |               |               |               |                   |                   |              | 1            |               | 1             |         |         |         |         | 0      | 2      | 0      |
| 2      | Туніс (TUN)             |               |               |               |                   |                   |              |              |               |               | 1       |         | 1       |         | 2      | 0      | 0      |
| 2      | Естонія (EST)           |               |               |               |                   |                   |              |              |               |               |         | 1       |         | 1       | 0      | 2      | 0      |
| 2      | Норвегія (NOR)          |               |               |               |                   |                   |              |              |               |               |         | 1       |         | 1       | 0      | 2      | 0      |
| 2      | Угорщина (HUN)          |               |               |               |                   |                   |              |              |               |               |         |         |         | 2       | 0      | 2      | 0      |
| 1      | Греція (GRE)            |               |               |               |                   |                   |              |              | 1             |               |         |         |         |         | 1      | 0      | 0      |
| 1      | Хорватія (CRO)          |               |               |               |                   |                   |              |              |               |               |         |         | 1       |         | 1      | 0      | 0      |
| 1      | Латвія (LAT)            |               |               |               |                   |                   |              |              |               |               |         |         | 1       |         | 1      | 0      | 0      |
| 1      | Колумбія (COL)          |               |               |               |                   |                   |              |              |               |               |         |         |         | 1       | 0      | 1      | 0      |
| 1      | Грузія (GEO)            |               |               |               |                   |                   |              |              |               |               |         |         |         | 1       | 0      | 1      | 0      |
| 1      | Словаччина (SVK)        |               |               |               |                   |                   |              |              |               |               |         |         |         | 1       | 0      | 1      | 0      |

## Завершили кар'єру

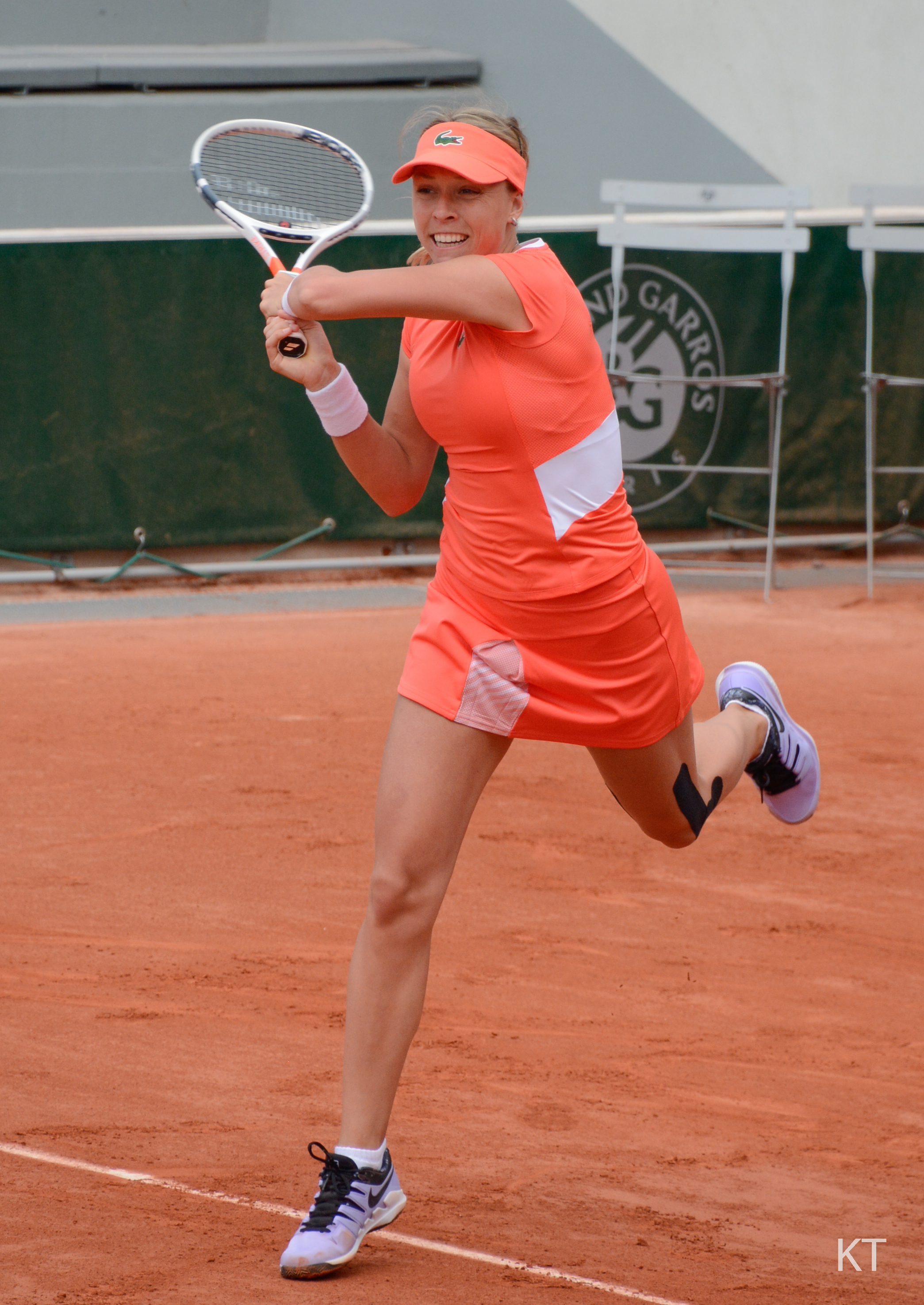
Анетт Контавейт (2019 року), колишня друга ракетка світу.

Тенісистки, які були у першій сотні одиночного або парного рейтингу і оголосили про завершення кар'єри 2022 року:
- Яна Чепелова[en] (нар. 29 травня 1993, Кошиці, Словаччина)[7]
- Дой Місакі
- Ірина Фалконі (нар. 4 травня 1990, Портов'єхо, Еквадор)[8]
- Кірстен Фліпкенс (нар. 10 січня 1986, Geel, Бельгія)[9]
- Анетт Контавейт (нар. 24 грудня 1995, Таллінн, Естонія)[10][11]
- Саня Мірза (нар. 15 листопада 1986, Мумбай, Махараштра, Індія)[12][13]
- Моріта Аюмі (нар. 11 березня 1990, Ота, Японія)[14]
- Анастасія Родіонова (нар. 12 травня 1982, Тамбов)[8]
- Саманта Стосур (нар. 30 березня 1984, Голд-Кост, Австралія)[15][16]
- Барбора Стрицова[17]
- Коко Вандевей (нар. 6 грудня 1991, Ранчо-Санта-Фе (Каліфорнія))[18][19]
- Марина Заневська (нар. 24 серпня 1993, Одеса, Україна)[20]
- Луціє Шафарова[21]